# Луис Фернандо Суарес
Вижте пояснителната страница за други личности с името Луис Суарес.
Луис Фернандо Суарес (роден на 23 декември 1959 г. в Меделин) е колумбийски футболен треньор.
През 2004 г. става треньор на Еквадор и класира тима за световното първенство в Германия през 2006 г.
В квалификациите неговият отбор побеждава Бразилия, Аржентина и Парагвай в столицата на Еквадор – Кито.
Суарес няколко години е помощник на Франсиско Матурана в националния отбор на своята страна. Най-големият му успех е спечелването на Копа Либертадорес с Атлетико Насионал през 1989 г.

## Треньорска кариера
Национални отбори
- 1995-1998 Еквадор – помощник-треньор
- 1999 Колумбия – помощник-треньор
- От 2004 Еквадор – старши треньор

Клубове
- 1987-1993 Насионал (Колумбия)
- 1994-1995 Перейра (Колумбия)
- 1999-2000 Насионал (Колумбия)
- 2001 Депортиво Кали (Колумбия)
- 2001 Толима (Колумбия)
- 2003-2004 Аукас (Еквадор)